# چکاوک تک‌آهنگ
چکاوک تک‌آهنگ (نام علمی: Mirafra passerina) نام یک گونه از سرده جل‌ها است.